# 中延園食品
中延園食品（なかのぶえんしょくひん、英: NAKANOBUEN Co.Ltd.）は、神奈川横浜市に本社工場を置く企業。生鮮食品の加工および販売を行う。

## 概要
この会社の主力は「野菜（もやしなど）」の製造加工、販売。
- 社名 - 株式会社 中延園食品
- 創立 - 昭和26年4月1日
- 横浜本社工場 - 〒224-0057 神奈川県横浜市都筑区川和町303
- 平塚工場 - 〒259-1213 神奈川県平塚市片岡420-1
- 富士山工場 - 〒412-0046 静岡県御殿場市保土沢1157-88
- 事業内容 - 生鮮食品の加工および販売
- 従業員数 - 120名
- 資本金 - 1000万円[1]

## 品質管理
- 衛生管理 - 工場施設・従業員衛生・温度管理等、ふきとり検査（ATP検査）、検便検査、水質検査など。
- 水分率計 - 緑豆（原料豆）の品質検査。
- 原料豆吸水TEST - 独自の吸水TEST方法、吸水TESTにより最適な仕込み条件を割り出す。
- 発芽TEST - 独自の発芽TEST方法、吸水TEST後の原料豆を専用の保温機にて発芽させ発芽率、伸長度合、重量等を検査。
- 菌検査/保存検査 - 一般細菌・大腸菌/大腸菌群、カビ、黄色ブドウ球菌の他、随時、各種検査を実施[2]。